# 渋谷コレクション
渋谷コレクション（しぶやコレクション）は、渋谷系ファッションと言われる、109（マルキュー）ブランドを中心とした、ファッションショーのイベントである。「モデルになりたい」と思っている10代から20代前半の女性たちのモデルデビューの登竜門として、認知され支持されている。運営は渋谷コレクション実行委員会。

## 来歴
2006年、7月から年間4回ほど企画運営されている。会場は主に、渋谷のクラブ、ライブハウスなどを使用し、毎回1000名程度の動員をコンスタントに行なっている。

## 特色
パリ・コレクションなどが、自社デザイナーの新作をバイヤーやマスコミに紹介することを目的としているのに対して、渋谷コレクションは、「モデルになりたい」女性が、オーディションなどを通じて、「みずからファッションショーのモデルになれるチャンスをつくる」というコンセプトが画期的であった。
過去に、ブレイクする前のスザンヌも出場し、ミス・ワールド日本代表の久保寺瑞紀、集英社の女性ファッション誌『PINKY』のShihomiも以前、渋谷コレクションに出演している。ゲストでは、人気のある雑誌モデルやアーティストも多く出演しており、モデルブーム、モデルになりたい願望を持つ多くの女性にとっては、夢の舞台を身近に体験できる場をプロデュースしている。

## 過去の出場者
出典：公式：『☆過去出演モデル・ゲスト☆』
雑誌モデル(Popteen)
益若つばさ・柘植実里・秋山未来・吉田愛璃・増田江里子・椎名ひかり
雑誌モデル(JELLY)
山本優希・吉川智恵・森摩耶・高橋真依子・大串知江・本多末奈・荒井奈緒美・江口ちり・杏那・宮城舞
雑誌モデル(Cawaii!、S Cawaii!)
藤後夏子・アリメ
雑誌モデル(PINKY)
Shihomi
雑誌モデル(小悪魔ageha)
桜井莉菜・りん・白咲姫香
雑誌モデル（ES POSHH!）
舘谷恵利子・上田ミレイ
雑誌モデル（BLENDA）
藤倉幸子
その他
藤田志穂・木下優樹菜・DJ KAORI・Spontania・・川崎希（AKB48）・スザンヌ・Club Prince